# Сен-Никола-о-Буа
Сен-Никола́-о-Буа́ (фр. Saint-Nicolas-aux-Bois) — коммуна во Франции, находится в регионе Пикардия. Департамент коммуны — Эна. Входит в состав кантона Тернье. Округ коммуны — Лан.
Код INSEE коммуны — 02685.

## Население
Население коммуны на 2010 год составляло 111 человек.
| 1962 | 1968 | 1975 | 1982 | 1990 | 1999 | 2010 |
| ---- | ---- | ---- | ---- | ---- | ---- | ---- |
| 87   | 109  | 93   | 107  | 111  | 93   | 111  |

## Экономика
В 2010 году среди 82 человек трудоспособного возраста (15—64 лет) 58 были экономически активными, 24 — неактивными (показатель активности — 70,7 %, в 1999 году было 81,3 %). Из 58 активных жителей работали 56 человек (27 мужчин и 29 женщин), безработных было 2 (1 мужчина и 1 женщина). Среди 24 неактивных 8 человек были учениками или студентами, 10 — пенсионерами, 6 были неактивными по другим причинам.